# José Cuauhtémoc Blanco
José Cuauhtémoc Blanco mexikói író.

## Élete
José Cuauhtémoc Blanco Chihuahuában született. 1991-ben együtt María del Carmen Peñával megírták a Cadenas de amargura történetét. 1996-ban a Cañaveral de pasiones című sorozat történetét adaptálták. 2009-ben megírták a Mi pecado című telenovella történetét.

## Munkái

### Eredeti történetek
- El color de la pasión (2014) (María del Carmen Peñával)
- Mi pecado (2009) ( María del Carmen Peña és Víctor Manuel Medinával)
- Az ősforrás (El manantial) (2001) (Víctor Manuel Medinával)
- Ángela (1998) (María del Carmen Peñával)
- Capricho (1993) (María del Carmen Peñával)
- Cadenas de amargura (1991) (María del Carmen Peñával)

### Adaptációk
- Julieta (Laberintos de pasión) (1999) (María del Carmen Peñával) Eredeti történet Caridad Bravo Adams (szabad változat)
- Cañaveral de pasiones (1996) (María del Carmen Peña és José Antonio Olverával) Eredeti történet Caridad Bravo Adams

### Új verziók
- Bűnös vágyak (Abismo de pasión) (2012)  (Cañaveral de pasiones verziója) írta Juan Carlos Alcalá, Rosa Salazar Arenas és Fermín Zúñiga
- A szerelem nevében (En nombre del amor) (2008) (Cadenas de amargura verziója) írta Martha Carrillo és Cristina García